# Grammia plantagina
Grammia plantagina är en fjärilsart som beskrevs av Martyn. Grammia plantagina ingår i släktet Grammia och familjen björnspinnare. Inga underarter finns listade i Catalogue of Life.